# Belus (album)
Belus este cel de-al șaptelea album realizat de către Burzum. A fost înregistrat spre sfârșitul anului 2009 și începutul anului 2010 și a fost lansat în martie 2010; este primul album înregistrat după eliberarea lui Varg Vikernes din închisoare, diferența dintre precedentul album și acesta fiind de aproape 11 ani.
Stilistic, acest album reprezintă întoarcerea la black metal-ul necizelat care a consacrat Burzum ca o trupă de referință pe scena acestui gen muzical.
Belus e, în concepția lui Varg Vikernes, numele indo-european al unui așa zis zeu al ciclului viață-moarte-înviere pe care Vikernes îl vede reflectat în mai mulți zei din mitologii diferite: Apollo din mitologia greacă, Baldur din mitologia nordică, Belenus din mitologia celtică, Belobog din mitologia slavă și alții. Acest album marchează sfârșitul trilogiei începută cu Dauði Baldrs și continuată cu Hliðskjálf, titlul ultimei piese fiind edificator în acest sens.
Titlul albumului a fost inițial Den Hvite Guden (în română Zeul Alb), dar a fost schimbat din cauza acuzațiilor de rasism.
Revista Terrorizer a clasat Belus pe locul 6 în clasamentul "Cele mai bune 40 de albume ale anului 2010".

## Lista pieselor
1. "Leukes renkespill (introduksjon)" (Complotul lui Leuke (introducere)) - 00:33
2. "Belus' død" (Moartea lui Belus) - 06:23
3. "Glemselens elv" (Râul uitării) - 11:54
4. "Kaimadalthas' nedstigning" (Coborârea lui Kaimadalthas) - 06:43
5. "Sverddans" (Dansul sabiei) - 02:27
6. "Keliohesten" (Calul lui Kelio) - 05:45
7. "Morgenrøde" (Zori de zi) - 08:54
8. "Belus' tilbakekomst (konklusjon)" (Întoarcerea lui Belus (concluzie)) - 09:37

## Personal
- Varg Vikernes - Vocal, toate instrumentele

## Clasament
| Țara     | Poziția |
| -------- | ------- |
| Finlanda | 8       |
| Norvegia | 23      |